# 短歌人
短歌人（たんかじん）は、日本の短歌結社短歌人会が発行する月刊の短歌結社誌。斎藤瀏を主宰として1939年4月創刊。系統は佐佐木信綱に由来する「心の花系」である。会員数は約540名（購読会員を含む。2021年7月現在）。

## 短歌人会・概要
発行人は今井千草、編集人は宇田川寛之。主宰をおかない編集委員制により運営している。編集委員は定数15名前後。うち12名が3年に一度の選挙で選出される。
投票権を持つのは「同人1」欄・「同人2」欄所属者のみ。「会員1」欄および「会員2」欄所属者は選挙権を有しない。残る数名は補充枠で、選挙で選ばれた編集委員が合議で決定する。これはメンバーの固定化を防ぎ、業務の円滑な遂行を促すためとされている。
2023年1月～2025年12月の編集委員は、今井千草、宇田川寛之、小池光、藤原龍一郎、本多稜、内山晶太、生沼義朗、斉藤斎藤、菊池孝彦、斎藤典子、加藤隆枝、栗明純生、鶴田伊津、三島麻亜子、村田 馨の15名。
上記の編集委員が「選者」を兼ねている。月詠をどの選者宛に送るか、会員自ら選ぶことができるという特色を有している。入会以降は会員2、会員1、同人2、同人1の順に昇欄していく。
また顕彰制度として、同人を対象にした短歌人賞（2024年度で第69回）、会員を対象にした高瀬賞（2023年度で第22回、2001年の第46回まで続いた短歌人新人賞が前身）、短歌に関する文章を対象とした評論・エッセイ賞（2020年度で第46回）がある。

## 歴史
- 1939年（昭和14年）4月に二・二六事件で禁錮5年の刑を受け仮出所したばかりの陸軍軍人・斎藤瀏を主宰として「心の花」から独立する形で創刊した[5]。初代の編集・発行人は木下立安[5]。創刊当初は佐佐木信綱を顧問として迎えていた。
- 1945年（昭和20年）、印刷所が罹災したため4月号までで一旦休刊[6]。
- 1946年（昭和21年）4月に復刊[5][6]。当時の編集発行人は伊藤豊太[6]。
- 1947年（昭和22年）5月、小宮良太郎が編集発行人に就任[5][6]。
- 1948年（昭和23年）7月9日、第三種郵便物認可。
- 1954年（昭和29年）1月、斎藤瀏や木下立安の相次ぐ逝去に伴い、従来の結社運営の主流であった主宰者制から編集委員制に移行[6]。メンバーの作品を取捨選択する権限を持つなど指導的な役割を果たす編集委員を、同人および準同人（現在、準同人制は廃止）の投票で選出する[6]。「短歌人」ではこの制度の発足を創刊・復刊に次ぐ「第三の出発」と呼んでいる[6]。「短歌人」では編集委員を除くすべてのメンバーが、編集委員15人の中から任意の誰かに作品を見てもらう必要があり、この制度は現在まで続いている。初代編集委員は斎藤史、潟岡路人、伊藤豊太、斎藤千代、長野章江、高瀬一誌、蒔田さくら子、中森潔、清水政雄、小宮良太郎の10名。
- 1962年（昭和37年）4月、斎藤史が退会し、結社誌「原型」を創刊。赤座憲久、轟太市、百々登美子など、斎藤の選歌を受ける多くの同人・会員が斎藤に従い離脱した。
- 1962年（昭和37年）高瀬一誌が編集発行人に就任[6]。
- 1985年（昭和60年）3月、高瀬が短歌新聞社の総合誌『短歌現代』編集長に就任することに伴い、編集・発行人を退任。発行人に蒔田さくら子[6]、編集人に小池光[6]がそれぞれ就任した。
- 1996年（平成8年）3月、蒔田さくら子に代わり、中地俊夫が発行人に就任。
- 1997年（平成9年）3月、インターネット上に短歌人公式ホームページを開設。短歌結社としては「塔」、「短歌」（角川書店の総合誌でなく、中部短歌会の結社誌）に次ぐ開設であった。
- 2004年（平成16年）12月号で通巻750号。
- 2009年（平成21年）4月号で創刊70周年。
- 2010年（平成22年）、日本短歌雑誌連盟の優良歌誌表彰（特別顕彰歌誌）を受ける。
- 2011年（平成23年）1月、小池光に代わり、藤原龍一郎が編集人に就任。
- 2014年（平成26年）1月、中地俊夫に代わり、川田由布子が発行人に就任。
- 2017年（平成29年）6月号で通巻900号。
- 2019年（平成31年）4月号で創刊80周年。
- 2020年（令和2年）1月、藤原龍一郎に代わり宇田川寛之が編集人に就任。
- 2021年（令和3年）1月、川田由布子に代わり今井千草が発行人に就任[1]。

## 在籍歌人・出身者
小中英之、依田仁美、永井陽子、吉岡生夫、仙波龍英、西王燦、有沢螢らの歌人を輩出したほか、松木秀、天野慶、鈴掛真など若手歌人を擁している。
かつて所属していた歌人に佐藤通雅、辰巳泰子らがいる。